# 데이니시

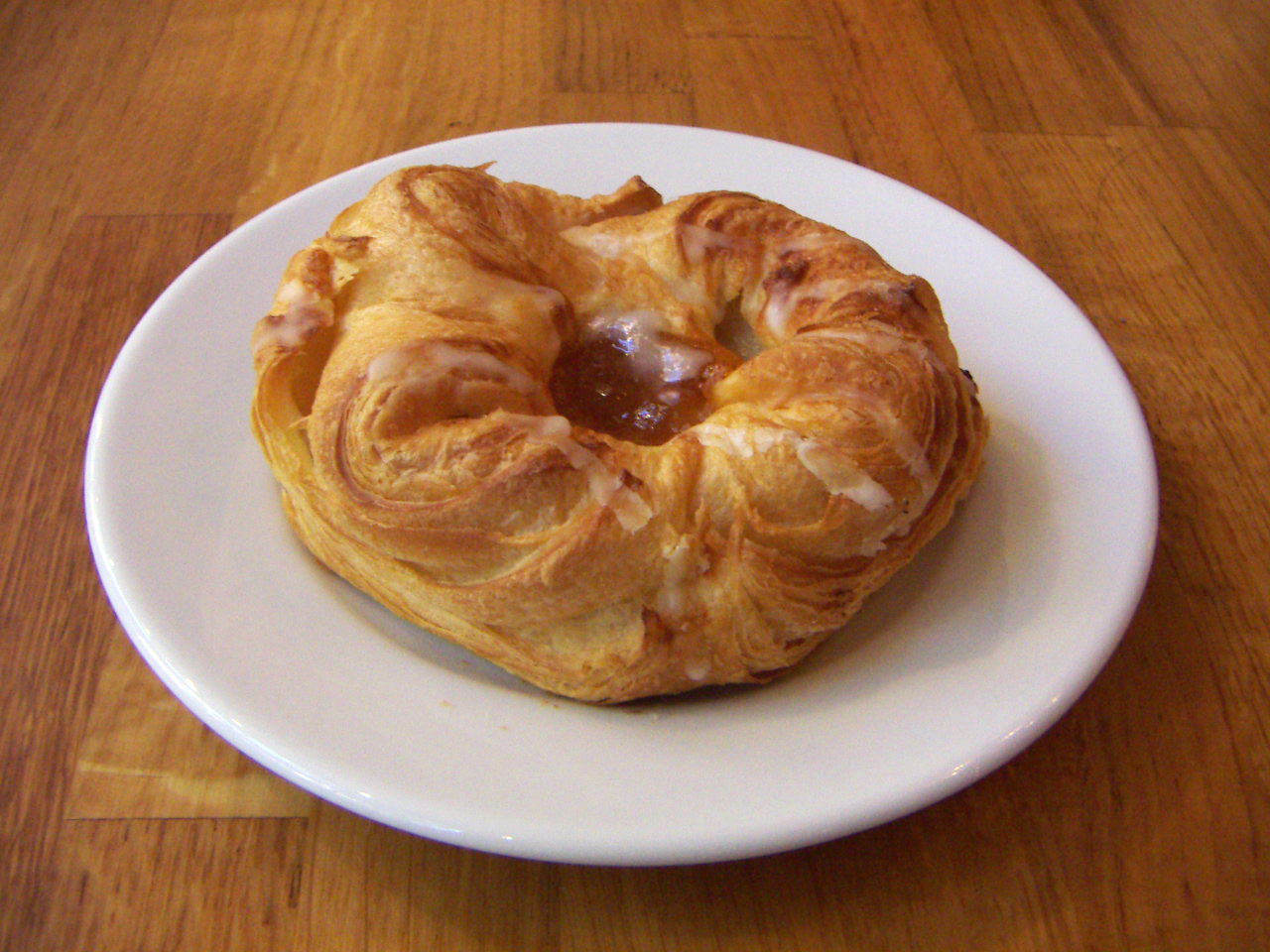
사과 데이니시

데이니시 페이스트리(영어: Danish pastry) 또는 데이니시(영어: Danish)는 치즈와 과일 등을 넣은 페이스트리이다. 덴마크에서는 "빈 빵"이라는 뜻의 비네르브뢰드(덴마크어: Wienerbrød)라고 불린다. 비에누아즈리에서 영향을 받았다.

## 같이 보기
- 크루아상